# Ignácz János
Ignácz János (Tatabánya, 1967. november 5. –) labdarúgó, középpályás, magyar C. válogatott játékos.

## Pályafutása
A Tatabánya FC saját nevelésű játékosaként 1990-ben mutatkozott be először az első osztályban, a Győri ETO elleni mérkőzésen. Az évad után az NB. II-es Dorogi Bányászhoz igazolt, ahol 1990 és 1991 között másfél évadot játszott. Dorogon csapattársa volt Orosz Ferenc, akire a honi labdarúgó világ abban az időben kezdtek egyre jobban felfigyelni. 1991-ben különösen a Magyar Kupa-menetelésük volt emlékezetes, amikor sorra búcsúztatták az NB. I-es ellenfeleiket, köztük a Tatabányát, a Rába ETO-t és a Veszprémet. Veretlenül, végül a negyeddöntőben a Vác FC ellen buktak el. Ezen felül részt vettek Németországban a nemzetközi Pünkösd Kupán, ahol mint a mezőny egyetlen másodosztályú csapata, megnyerték a kupát. Az ellenfelek között volt a holland Feyenoord és a német 1. FC Kaiserslautern. Az őszi szezonban az NB. I. felé meneteltek megállíthatatlanul, 12 fordulón át veretlenül az NB. II. élén álltak. Ignácz végig kitűnő formában játszott és a csapat egyik alapembere volt. Az év kiemelkedő eseményeként, címeres mezben léphetett pályára az olasz C. válogatott elleni győztes liga-mérkőzésen Dorogon. A sikerek ellenére a tavaszi szezonban visszatért Tatabányára, ahol stabil kezdőjátékos volt, ám hatalmas meglepetésre a bajnokság végén kiestek az élvonalból. Az 1992-1993-as évad nyitófordulójában éppen a Doroggal kerültek össze. Mind a tatabányai, mind a tavaszi dorogi visszavágót hatalmas érdeklődés kísérte figyelemmel, de mindkétszer a vesztes csapatban szerepelt, miután a dorogiak oda-vissza nyertek. Ráadásul a dorogi mérkőzésen a második sárga lapját követően kiállították. A játékvezető, Dr. Bozóky Imre, az MLSZ későbbi elnöke volt. 1993-ban a Győri ETO-hoz, a rákövetkező évadban pedig a FC Sopron-hoz igazolt. Győrben, a Verebes József által vezetett csapattal a bajnokság 5. helyén végeztek. A három első osztályú csapattal összesen 60 NB. I-es mérkőzésen játszott és 5 gólt szerzett. 1999-ben visszatért Dorogra, ahol remekül sikerült a rajtja, miután a nyitó mérkőzés első perceiben gólt szerzett.  A tavaszi szezont végig játszotta, amelyet követően a dobogón végeztek. A sikeres szezont követően azonban elhagyta a klubot.

## Sikerei, díjaí
Valamennyi említésre méltó sikerét a Dorog játékosaként érte el.
- Kétszeres bajnoki másodosztályú bronzérmes (1992, 1999.)
- Pünkösd Kupa-győztes (1991.)
- Egyszeres C. válogatott (1991.)
- Fair Play-díj (1991.)